# La Faute-sur-Mer
La Faute-sur-Mer é uma comuna francesa na região administrativa da Pays de la Loire, no departamento de Vendéia. Estende-se por uma área de 6,94 km². Em 2010 a comuna tinha 672 habitantes (densidade: 96,8 hab./km²).